# Loris Baz

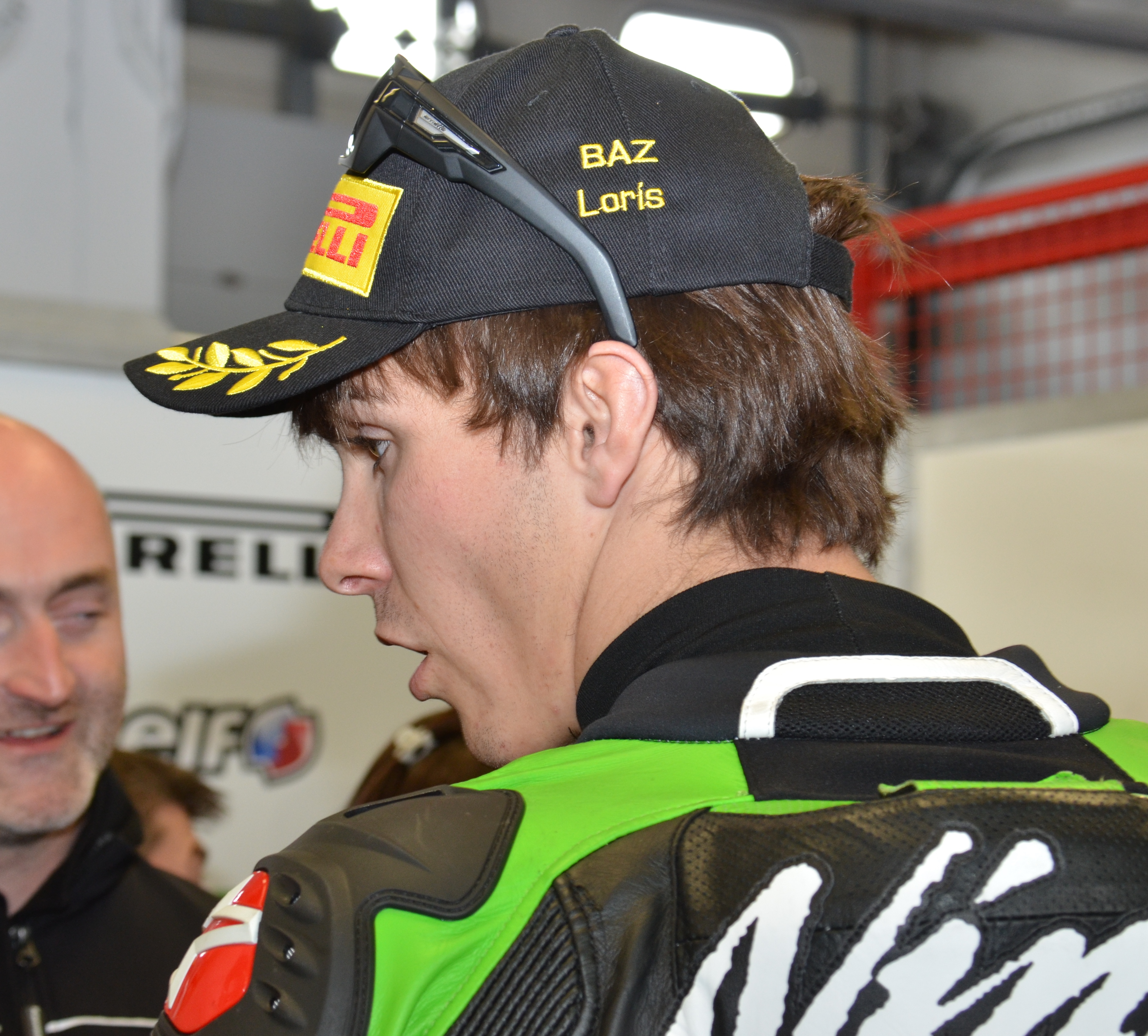

Loris Baz (Sallanches, 1 februari 1993) is een Frans motorcoureur.
Baz maakte in 2003 zijn debuut in de motorsport in het Catalaanse kampioenschap. Hij bleef tot 2006 actief in Spanje, waarna hij in 2007 begon te rijden op 600cc-motoren. In 2008 werd hij op vijftienjarige leeftijd de jongste kampioen van de Europese Superstock 600. In de twee daaropvolgende jaren reed hij in de FIM Superstock 1000 Cup, waarin hij beide seizoenen als achtste eindigde, en reed in 2011 de laatste twee races in dit kampioenschap met een wildcard. Dat jaar werd hij ook tweede in de Europese Superstock 1000 en reed in de eerste helft van het seizoen in het Brits kampioenschap superbike op een Yamaha.
In 2012 maakte Baz zijn debuut in het wereldkampioenschap superbike op een Kawasaki tijdens het vijfde raceweekend op Donington Park als vervanger van Joan Lascorz. In zijn vijfde raceweekend op het Automotodrom Brno behaalde hij zijn eerste podiumplaats, om in het daaropvolgende raceweekend op Silverstone zijn eerste overwinning te behalen, waardoor hij dertiende werd in het kampioenschap. In 2013 behaalde hij opnieuw op Silverstone een overwinning, maar moest tijdens het daaropvolgende raceweekend op de Nürburgring voortijdig zijn seizoen beëindigen vanwege een blessure die hij daar opliep. Uiteindelijk eindigde hij nog als achtste in het kampioenschap. In 2014 keerde hij fulltime terug in het kampioenschap. Ondanks dat hij geen overwinningen behaalde, stond hij in 9 van de 24 races op het podium en werd hierdoor vijfde in het kampioenschap.
In 2015 maakte Baz zijn debuut in het wereldkampioenschap wegrace op een Yamaha Forward.